# Mont Whyte
Le mont Whyte est une montagne dans le parc national Banff près du lac Louise. Il est nommé en 1898 par Sir William Methuen en l'honneur de William Whyte, un dirigeant du Canadien Pacifique.
Le mont Whyte est souvent gravi en même temps que le mont Niblock (2 976 m), par les alpinistes. Cependant, alors que l'ascension du mont Niblock est classée en difficulté modérée, celle du mont Whyte est beaucoup plus difficile, en raison de la nature friable des rochers. Cette ascension ne doit pas être tentée dans des conditions de neige, car toute chute peut s'avérer fatale. Pour les alpinistes, la voie Perren (II 5.6) est une option envisageable.